# Edward McKnight Kauffer
Edward McKnight Kauffer (14 de Dezembro de 1890 – 22 de Outubro de 1954) foi um influente artista americano notável pelos seus avanços gráficos em design e na arte de posters, especialmente em Inglaterra. Edward esteve ligado a algumas decorações na estações do Metropolitano de Londres.